# Metropolis (Illinois)
 For alternative betydninger, se Metropolis. (Se også artikler, som begynder med Metropolis)
Metropolis er en by i Illinois, USA. Byen har 5.969(2020) indbyggere og har erklæret sig for "Supermands hjemby" efter den fiktive by Metropolis fra Superman-tegneserierne.
- Wikimedia Commons har flere filer relateret til Metropolis (Illinois)

1. 1 2  USA's folketælling fra 2020, hentet 1. januar 2022 (fra Wikidata).